# Partito Pirata di Slovenia
Il Partito Pirata di Slovenia (in sloveno Piratska stranka Slovenije) è un partito politico sloveno fondata nel 2012.

## Storia
L'idea di formare un Partito Pirata nacque nel 2012 dopo il successo del Partito Pirata svedese alle elezioni europee. Il 10 giugno 2009 si tenne la prima riunione informale di sostenitori.
Il 12 maggio 2011 è entrato a far parte dell'Internazionale dei Partiti Pirata.
Nel 2012 membri del partito hanno partecipato alle proteste contro l'approvazione dell'ACTA e al dibattito pubblico che ne è scaturito, permettendo al partito di ottenere maggiore visibilità.
Il 17 ottobre 2012 è avvenuta la fondazione ufficiale.

## Programma
Il programma del partito attualmente consiste in sette argomenti:
- Rispetto dei diritti umani;
- Privacy e protezione dei dati;
- Internet gratuito;
- Governo e trasparenza politica;
- Riforma del copyright.
- Standard aperti e formati di file;
- Software gratis.

## Risultati elettorali
| Elezione          | Voti   | %    | Seggi  |
| ----------------- | ------ | ---- | ------ |
| Europee 2014      | 10.273 | 2,56 | 0 / 8  |
| Parlamentari 2014 | 11.737 | 1,34 | 0 / 90 |
| Parlamentari 2018 | 19.182 | 2,15 | 0 / 90 |
| Europee 2019      | 7.980  | 1,66 | 0 / 8  |
| Parlamentari 2022 | 19.480 | 1,63 | 0 / 90 |
| 1.                |        |      |        |